# Bhagwant Nagar
Bhagwant Nagar is een nagar panchayat (plaats) in het district Unnao van de Indiase staat Uttar Pradesh. 

## Demografie
Volgens de Indiase volkstelling van 2001 wonen er 6.166 mensen in Bhagwant Nagar, waarvan 53% mannelijk en 47% vrouwelijk is. De plaats heeft een alfabetiseringsgraad van 58%. 